# Blake LeBaron
Blake Dean LeBaron (* 1961) ist ein US-amerikanischer Wirtschaftswissenschaftler und Hochschullehrer.

## Werdegang, Forschung und Lehre
LeBaron studierte am Rensselaer Polytechnic Institute, an dem er 1979 als Bachelor of Science in Computerwissenschaft graduierte. Er setzte sein Studium an der University of Chicago fort, wo er zunächst als Master of Arts in Wirtschaftswissenschaft abschloss, ehe er die Hochschule 1988 mit einem Ph.D.-Grad verließ. Ab 1988 gehörte LeBaron dem akademischen Personal der University of Wisconsin–Madison an. 1998 folgte er einem Ruf der Brandeis University, wo er eine ordentliche Professur übernahm.
LeBarons Schwerpunkte liegen im Bereich Artificial Economics und Business Intelligence, d. h. der computerunterstützten und datengetriebenen Ökonometrie, etwa in der agentenbasierten Modellierung. Dabei beschäftigt er sich insbesondere mit finanzwissenschaftlichen Fragestellung rund um Kapitalmärkte insbesondere mit Blick auf nichtlinearem Verhalten von finanziellen und makroökonomischen Zeitreihen, der technischen Analyse von Preisentwicklungen von Kapitalmarktinstrumenten und dem internationalen Handel und damit zusammenhängenden Wechselkursrisiken. Dabei wendet er Aspekte des Machine Learning und der Chaostheorie an. Bereits Anfang der 1990er Jahre gehörte er dabei zu einem Team rund um Brian Arthur, das am Santa Fe Institute ein virtuelles Kapitalmarktmodell entwickelte, und war dort 1993 als Externer Direktor des entsprechenden Programms. An der Brandeis University wirkt er in interdisziplinären Arbeitsgruppen zu Modellierung mit.
LeBaron ist Research Fellow am National Bureau of Economic Research und visitierte zwei Jahre als Researcher im Forschungsbereich an des US-Finanzministeriums. Zwischen 1994 und 1996 war er Sloan Fellow.